# František Hájek (psychiatr)
František Hájek (31. října 1915 Praha – 7. ledna 2001) byl český psychiatr a basketbalista.

## Život
Vystudoval lékařskou fakultu Univerzity Karlovy v Praze, kde promoval v roce 1945. Zkušenosti z oboru psychiatrie získal na pražské psychiatrické klinice. V roce 1952 se přestěhoval do Opavy, kde se stal primářem psychiatrické léčebny a v letech 1954-1961 zde působil také ve funkci krajského psychiatra. Za svého působení v Opavě se zasloužil o přeorganizování léčebny dle specializovaných zaměření, zasloužil se zde o rozvoj nemocnice. Věnoval se také lůžkovým zařízením v Českých nemocnicích. Tři roky pracoval jako psychiatr ve Francii.
Za svého mládí reprezentoval ČSR jako basketbalista na olympiádě v Berlíně, v roce 1946 pak byl reprezentačním trenérem basketbalistů na mistrovství Evropy, kde Československo zvítězilo.